# مجموعة المدارس الدولية - الدمام
مجموعة المدارس الدولية - الدمام هي مدرسة غير ربحية لتعليم السكان المغتربين. تقع في الدمام شرق المملكة العربية السعودية. تقوم بالتدريس حسب المنهج الأمريكي.

## التاريخ
افتتحت المدرسة في 20 يوليو 1985 بالتحاق 150 طالب وطالبة. زاد الانتساب بالمدرسة لتصل لأكثر من 1300 طالب وطالبة.

## المناهج
تستند الدراسة على المنهج الأمريكي. الموظفين والطلاب يستخدمون نصوص ومواد الولايات المتحدة. بالإضافة إلى البرنامج الدراسي الأساسي الذي يشمل الرياضيات والعلوم والدراسات الاجتماعية واللغات والثقافة العربية والتربية البدنية فإن المنهج الدراسي في المدرسة يشمل أيضا برنامج اللغة العالمية الذي يتوفر باللغات العربية والفرنسية والهندية والأوردو. تشمل البرامج المتخصصة الأخرى التكنولوجيا واللغة الإنجليزية كلغة إضافية وبرنامج أنشطة قوي فيما بعد المدرسة. المدرسة معتمدة من قبل رابطة الولايات الوسطى للكليات والمدارس ومرخصة من قبل وزارة التعليم السعودية وتشكل جزءا من مجموعة المدارس الدولية.

## الإدارة
فريق القيادة:
- المدير: جون روتن.
- نائب مدير المدرسة الابتدائية: آني ماثيو.
- نائب مدير المدرسة المتوسطة: سيلفيا ماركوس.
- نائب مدير المدرسة الثانوية: تريفور نايدو ونهلة لجمي.

## النشاطات
يمكن للطلاب الاختيار من بين مجموعة متنوعة من النوادي والمنظمات (سواء الأكاديمية واللامنهجية) والأنشطة خارج الدوام المدرسي. تشمل جمعية الشرف الوطنية ونموذج الأمم المتحدة ومجلس الطلاب والنبلاء والقادة ونادي الصحافة ونادي الفن ونادي الشطرنج ونادي الموسيقى ونادي الرياضيات والنادي العلمي.